# Appel au peuple (France)
Pour les articles homonymes, voir Appel au peuple.
L'Appel au peuple est un groupe parlementaire bonapartiste du début de la Troisième République française.
Fondé en 1872 au cours de l'Assemblée nationale constituante, il est actif jusqu'à la fin de la IVe législature. Il agit en tant que groupe parlementaire indépendant de 1872 à 1881, puis en tant qu'une des composantes de l'Union des droites de 1881 à 1889.

## Histoire

### Création et apogée

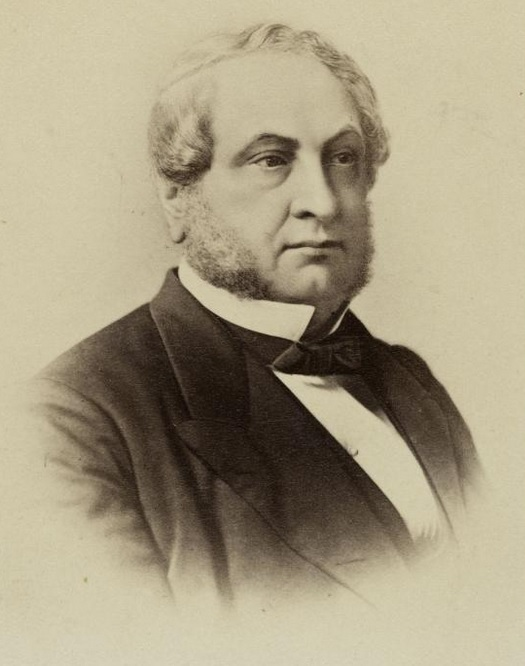
Eugène Rouher, organisateur du groupe de l'Appel au Peuple.

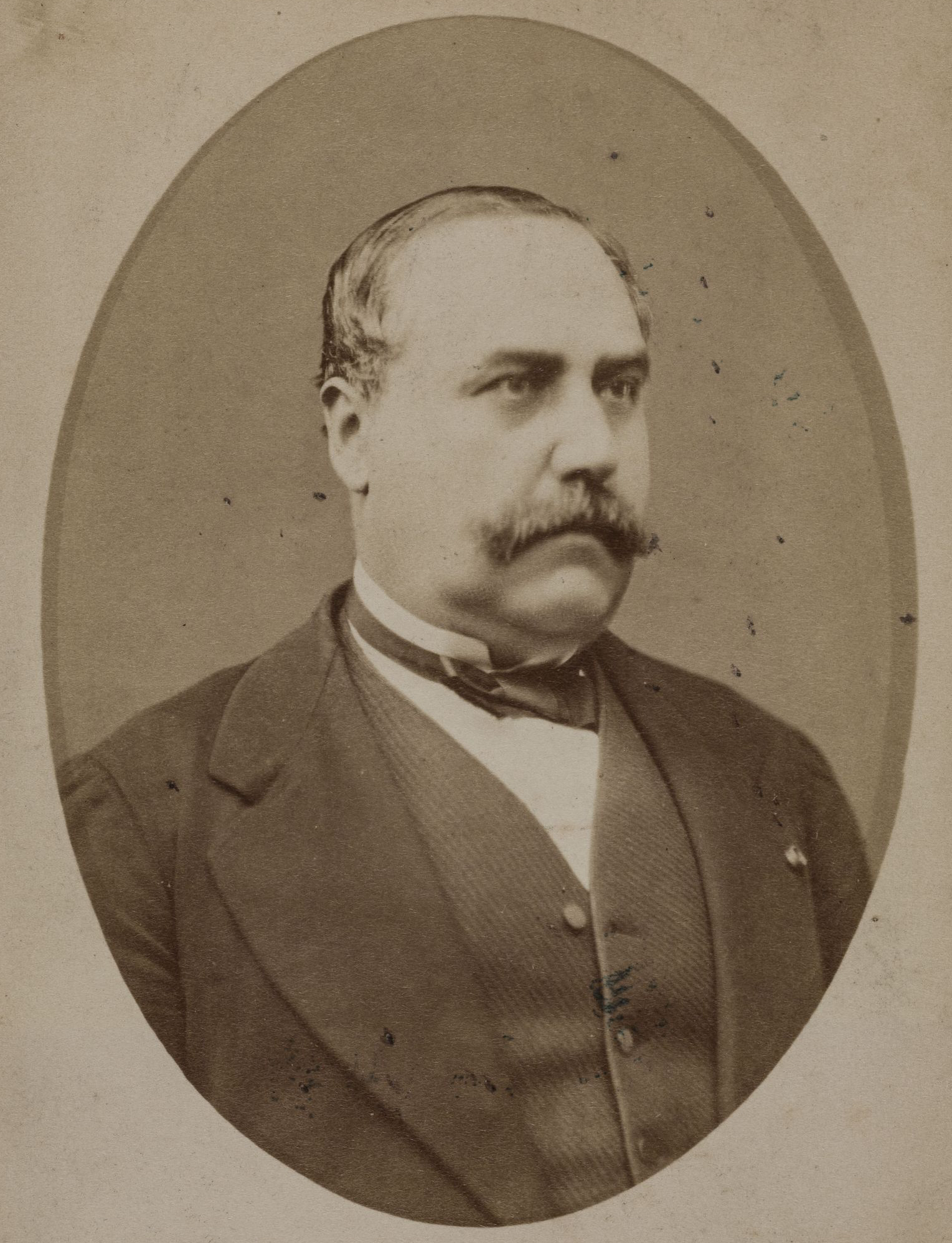
Le baron Eschassériaux, président du groupe en 1874.

Ébranlés par la chute du Second Empire, les bonapartistes ne comptent plus qu'une vingtaine de représentants à l'Assemblée nationale issue des élections de février 1871. Une « réunion » de parlementaires bonapartistes se forme cependant à partir de février 1872, après l'élection d'Eugène Rouher à l'issue d'un scrutin complémentaire.
Le nom de ce groupe provient de l'Appel au peuple lancé par Louis-Napoléon Bonaparte lors du coup d'État du 2 décembre 1851 afin de soumettre aux Français son projet de retour à un régime consulaire semblable à celui de 1799. Les députés bonapartistes appartenant à cette réunion sont en effet favorables à un régime plébiscitaire dans lequel un chef d’État fort tirerait son autorité supérieure et sa légitimité du suffrage universel direct.
Organisée sous l'impulsion de Rouher, chef de file de l'aile conservatrice du mouvement bonapartiste, la réunion de l'Appel au peuple est estimée à vingt-cinq membres en 1873, année au début de laquelle la mort de Napoléon III reporte sur le jeune Louis-Napoléon les espoirs d'une restauration impériale. Le groupe, soutenu par une structure quelquefois qualifiée de « parti », s'étoffe en cours de législature grâce à des élections partielles qui témoignent d'un retour en grâce des bonapartistes : le baron de Bourgoing, ancien écuyer de Napoléon III, est ainsi élu dans la Nièvre en mai 1874. Cette progression est confirmée lors des élections de 1876 et de 1877, désastreuses pour les royalistes (légitimistes et orléanistes), mais favorables aux bonapartistes : ces derniers comptent ainsi 107 députés.
Outre de nombreuses feuilles locales, l'Appel au peuple dispose d'organes de presse nationaux tels que L'Ordre de Jules Amigues, Le Pays de Paul de Cassagnac et, surtout, Le Gaulois d'Edmond Tarbé.

### Déclin

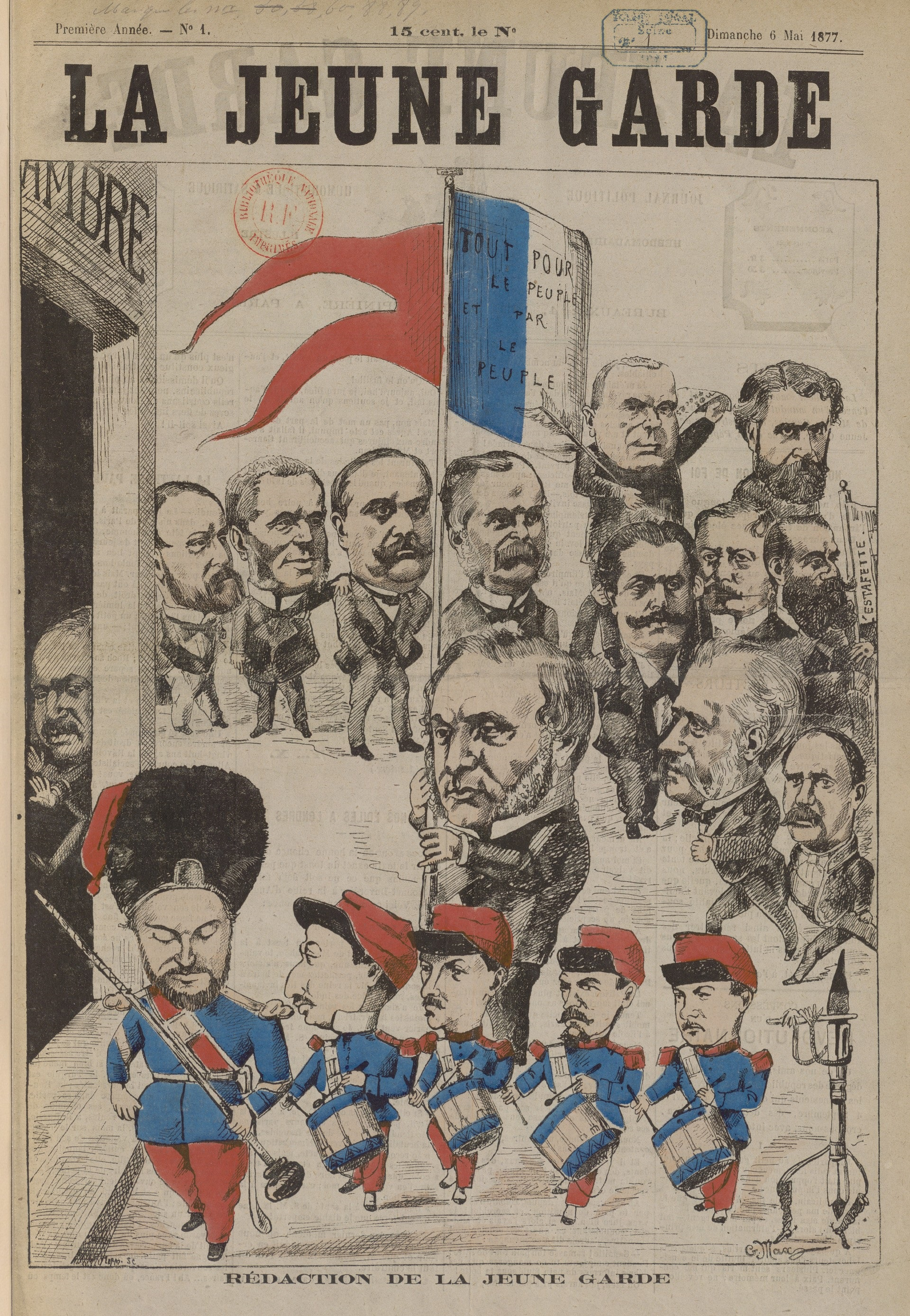
Une du journal La Jeune Garde : les rédacteurs du journal en tambours suivis par le groupe des politiciens bonapartistes, dessin de G. Max, 6 mai 1877.

L'année 1879 met à rude épreuve le groupe bonapartiste, la mort du prince impérial le privant de prétendant incontesté (son successeur, Victor Napoléon, ne faisant pas l'unanimité) tandis que la démission de Mac Mahon ouvre la voie à l’enracinement de la république opportuniste. Eugène Rouher, souffrant et affaibli par Victor se retire progressivement.
L'héritier du trône après la mort du prince impérial est censé être Jérôme Bonaparte, cependant celui-ci se définit comme républicain et véritable anticlérical. Il est donc écarté à la faveur de son fils, Victor Napoléon. Cependant, c'est bien Jérôme qui devient le chef du parti jusqu'en 1884 où Paul de Cassagnac et Eugène Jolibois se révoltent dans un tournant conservateur et Victor prend le pouvoir du parti, les deux coupant totalement les ponts. Le parti reste cependant profondément divisé malgré une grande majorité autour de Victor.
À partir de 1881, le groupe de l'Appel au peuple perd de sa visibilité en participant à une Union des droites coalisant tous les monarchistes sous la direction d'un déçu du bonapartisme : le baron de Mackau. Dans les années 1880, la défection de Raoul-Duval, qui tente de fonder une droite républicaine et la récupération orléaniste des idées plébiscitaires dans le Pacte national du comte de Paris, ainsi que le « solutionisme » professé par Cassagnac (pour qui l'établissement d'un régime plébiscitaire prime sur la question dynastique) termine de diviser le parti et de faire partir les membres de gauche de celui-ci. Jérôme n'a aucun état-major avec lui avec un Comité central bonapartiste républicain comptant moins de 2 000 personnes. Le Comité central bonapartiste victorien est créé en 1884, mais reste inefficace malgré un véritable réseau parisien.
Georges Thiébaud, un jérômiste, prend contact avec Georges Boulanger en 1886 puis le rejoint à la fin 1887. Il permet la rencontre entre le général et le prince Jérôme le 2 janvier 1888 où un soutien secret est accepté. La méthode plébiscitaire qui doit mener au retour de Jérôme est soutenue malgré le mensonge de Boulanger qui ne compte pas rétablir l'Empire ou appeler Jérôme. Le rapprochement entre le boulangisme et le bonapartisme est évident pour ses adversaires alors même que les bonapartistes sont fortement divisés entre une tendance dynastique réactionnaire et une tendance d'étatisme populaire. 
En 1888, les présidents des comités se mutinent, démissionnent puis reviennent après avoir envoyé un ultimatum au prince Victor sans succès. Le camp victorien se divise alors à nouveau entre Cassagnac et Robert Mitchell. Au niveau des provinces, les comités ne sont actifs qu'en période électorales et de manière inefficace là aussi. Tout cela est couplé à l'affaiblissement de la presse bonapartiste, le parti n'ayant aucun organe officiel et tous les journaux sympathisants ont un faible tirage. Le Gaulois, principal organe de presse, est en effet vendu au légitimiste Arthur Meyer. De même pour l'Ordre qui est vendu en 1880 et qui soutiendra ensuite Raoul-Duval. La Patrie, celui qui compte ensuite, échappe finalement aux bonapartistes. Le Petit Caporal tire lui jusqu'à 16 000 exemplaires en 1882. C'est finalement seulement en 1886 que l'Autorité est fondé comme un organe de diffusion moyen mais dont Cassagnac assure une haute visibilité et un tirage de plus de 16 000 exemplaires. En province, une centaine de titres s'affilient au parti sans toutefois avoir une grande longévité et influence locale.
Dès avril 1888, Thébaud comprend qu'il a été dupé et que Boulanger ne soutient que sa personne, de plus, il comprend que les monarchistes financent bien plus le mouvement que lui. Il est écarté le 8 mai et quitte le boulangisme à la fuite de Boulanger. La base jérômiste à l'inverse continue de soutenir efficacement le boulangisme et forme une base militante organisée et disciplinée. Le prince Jérôme ne joue finalement un rôle presque totalement nul et ces militants le savent, or, ceux-ci n'ont pas de logique dynastique et comprennent qu'ils n'ont pas d'avenir au sein des bonapartistes du prince Victor. 
Du côté des victoriens, ceux-ci complotent aussi contre les monarchistes et début 1888, ils se tournent vers le boulangisme pour servir leur intérêt. Une alliance avec le boulangisme est alors souhaitée pour contre balancer celle des royalistes. Le prince Victor ne souhaite cependant pas aller trop loin dans le soutien car il a bien compris que Boulanger était un menteur et aucune rencontre n'aura lieu entre les deux personnes. Les accords sont souvent locaux et uniquement lorsque les bonapartistes ont besoin des boulangistes pour gagner (et inversement) mais les exclus de leurs bastions électoraux. À l'inverse, les électeurs adhérent sans arrière pensée au boulangisme dont ils sentent les idées antimodernes susjacentes. 
Au début du XXe siècle, l'Appel au peuple, dont le marquis de Dion préside le comité national, n'est plus qu'une des nombreuses composantes de l'extrême-droite de la Belle Époque.

## Héritage
Deux partis politiques se réclament de l'héritage du groupe parlementaire.
Un petit parti de l'Appel au peuple, soutenu par le journal La Volonté Nationale de Roger Guérillon, s'organise dans les années 1920. Il se regroupe alors autour de Joachim Murat, de Pierre Rudelle, de Paul Granier de Cassagnac et de l'abbé Georges Hénocque. Fondé en 1923 au cours d'un banquet bonapartiste, ses statuts sont déposés le 14 février 1924. Il compte 530 adhérents en 1938 et disparaît en 1940. 
En 2021, un parti L'Appel au peuple est fondé par l'historien Thierry Choffat et David Saforcada, ancien président de France Bonapartiste, se réclamant du parti historique. Il présente plusieurs candidats aux élections législatives de 2022 dans la Haute-Garonne, au sein d'une coalition formée avec République souveraine et Solidarité et progrès,, puis sur une liste commune avec République souveraine aux élections européennes de 2024.

## Membres notables
- Georges Eugène Haussmann député de Corse
- Charles Abbatucci, député de Corse
- Jean-Baptiste Boffinton, député de Charente-Inférieure
- Ernest Arrighi de Casanova, député de Corse
- Gustave Cuneo d'Ornano, député de Charente de 1876 à 1906
- Eugène Eschassériaux, député de Charente-Inférieure, président du groupe en 1874[20]
- Jérôme Galloni d'Istria, député de Corse
- Étienne Henri Garnier, député de l’Yonne
- Louis Gautier, député de Charente
- René François Gautier, député de Charente
- Denis Gavini, député de Corse
- François Hamille, député du Pas-de-Calais
- Alphonse-Alfred Haentjens, député de la Sarthe
- Eugène Jolibois, député de Charente-Inférieure
- Albert Lachaud de Loqueyssie, député de Tarn-et-Garonne
- Jean-Edmond Laroche-Joubert, député de Charente
- Arthur Legrand, député de la Manche, ancien président du groupe, président d'honneur du comité national en 1904[12]
- Charles-Alphonse Levert, député du Pas-de-Calais
- Joachim Joseph André Murat, député du Lot
- Adrien Joseph Prax-Paris, député de Tarn-et-Garonne
- Edgar Raoul-Duval, député de Seine-Inférieure
- Eugène Rouher, député du Puy-de-Dôme
- Pierre Roy de Loulay, député de Charente-Inférieure
- Alfred de Vast-Vimeux, député de Charente-Inférieure
- Armand de Mackau, député de l'Orne
- Gaston Galpin, député de Sartre